# 니시구 (고베시)
니시구(일본어: 西区)는 일본 효고현 고베시의 구이다.
아카시군의 정을 기본으로 해 문화적으로는 아카시시와 같았다. 그러나 최근 개발에 의해 그 인상도 바뀌고 있다. 니시구는 고베시에서도 기타구에 이어 면적이 넓은 지역으로 여러 가지 특색이 있다. 고베 연구학원도시나 니시코베 중앙, 니시코베 남부 등은 고베시의 새로운 문화, 교육의 집적지로 기대되고 있으며 현재는 고베시 9구 중에서 가장 인구가 많다.

## 지리
롯코 산지의 서쪽으로 반슈 평야의 동단에 해당한다. 대부분은 완만한 구릉지대와 아카시강이나 이카와강 등에 의해 침식된 골짜기이다. 동부의 구릉지대에는 니시코베 주택 단지, 니시코베 주택 제2단지(니시코베 남부 뉴타운), 니시코베 공업단지, 니시코베 제2공업단지, 고베 연구 학원 도시, 고베 복합 산업 단지 등의 니시코베 뉴타운으로 불리는 신흥 지구 등이 존재하고 골짜기는 예로부터 전원 풍경이 있는 농촌 지대이다. 서부의 간데정, 이와오카정은 인난 대지의 동단에 해당하고 저수지가 점재하는 농촌 지대이다. 너무 높은 산은 없다.

### 인접한 자치체
- 고베시 다루미구, 스마구, 기타구
- 아카시시, 미키시, 가코군 이나미정

## 역사
1931년 9월 1일에 나다구가 성립하였다.

## 교통

### 철도
- 서일본 여객철도 산요 신칸센
- 고베 시영 지하철 세이신・야마테선
- 고베 전철 아오선

### 도로
- 산요 자동차도
- 고베 아와지 나루토 자동차도
- 한신 고속도로
- 국도 제2호선
- 국도 제175호선 (일본)(일본어판)
- 국도 제427호선 (일본)(일본어판)